# Henotesia evanescens
Henotesia evanescens är en fjärilsart som beskrevs av Saalmüller 1884. Henotesia evanescens ingår i släktet Henotesia och familjen praktfjärilar. Inga underarter finns listade i Catalogue of Life.